# Rede van Vlieland

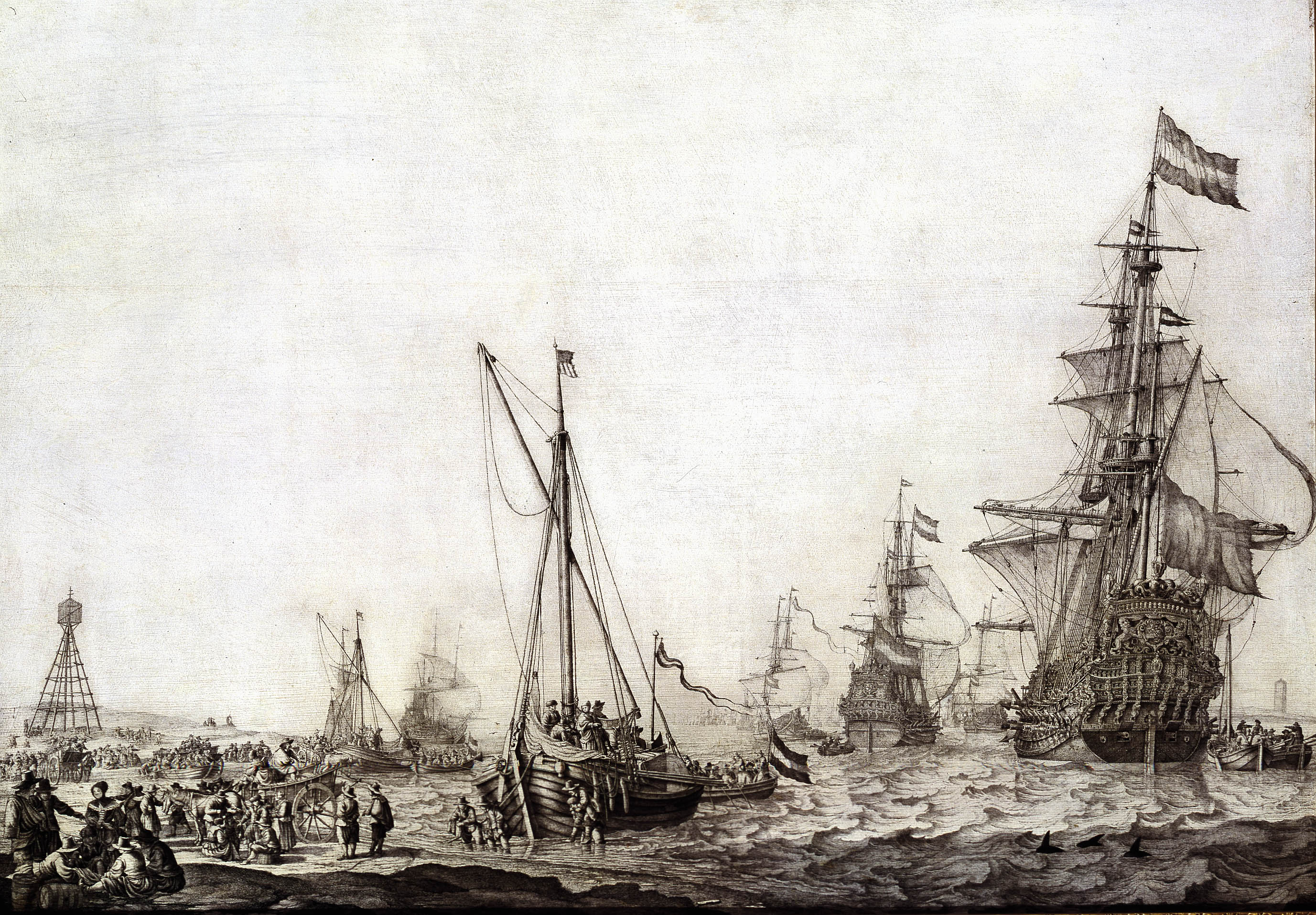
Het uitzeilen van de Hollandse vloot van de Vlieree op 9 juni 1645, een tekening van Willem van de Velde de Oude uit 1650

De rede van Vlieland of Vlierede was een ankerplaats voor schepen voor de kust ten zuiden van Oost-Vlieland. Op de rede wachtten schepen op een gunstige wind, kwamen loodsen aan boord of nam men proviand in. Daarnaast was het een geschikte locatie voor overslag van goederen op lichters, daar de meeste schepen beladen de ondiepten van de Zuiderzee niet konden passeren.

## Belang van Vlieland en het Vlie
Het Vlie was een van de belangrijkste waterwegen van de Zuiderzee naar de Noordzee en verder. Rond het jaar 800 was het zelfs de enige, maar in de loop van de twaalfde eeuw kwam daar onder meer het Marsdiep tussen Texel en Den Helder bij. Vanaf het midden van de zestiende eeuw nam het belang van het Vlie en van Vlieland voor de scheepvaart sterk toe. Door bewegingen van wind, water en zand kreeg de rede rond 1580 een zeer gunstige positie voor uitzeilende schepen.
Vlieland en Terschelling kregen een spilfunctie in de scheepvaart tussen de Noordzee, de Zuiderzee en de Oostzee. Het Vlie en de rede van Vlieland deelden in dat belang. De Admiraliteiten van Amsterdam en het Noorderkwartier vestigden een uitvalsbasis op Vlieland. 
Ook bij de verdronken plaats West-Vlieland moet enige tijd een rede hebben bestaan. Schepen maakten hier gebruik van het Eierlandse Gat om de Noordzee te bereiken. 

### Windrichtingen
De rede van Vlieland was met name van belang voor schepen die wind uit het zuiden of westen nodig hadden om noord- of oostwaarts te zeilen, bijvoorbeeld naar de Oostzee. Schepen die een noorden- of oostenwind nodig hadden, om bijvoorbeeld naar de koloniale bestemmingen in Afrika en Azië te zeilen, vertrokken meest van de rede van Texel.

## Functies
Een rede is in de eerste plaats een locatie waar schepen veilig kunnen ankeren en op een gunstige wind wachten. Daarnaast kwamen op de rede loodsen aan boord en werd proviand of water ingenomen. Soms kwam een deel van de bemanning van de naastgelegen eilanden en deze mannen kwamen op de rede aan boord. De ankerende schepen waren meest koopvaarders, met name van de Oostzeehandel, maar ook wel walvisvaarders en oorlogsschepen. De expeditie naar Nova Zembla vertrok in 1596 vanaf de rede van Vlieland. De Nederlandse vloot die in 1658 deelnam aan de Slag in de Sont verzamelde eveneens op de rede.

### Veiligheid
De veiligheid die de rede bood, was relatief. Op de Waddenzee kon het flink stormen en er moeten tientallen schepen zijn vergaan. Ook konden schepen er ten prooi vallen aan oorlogshandelingen. Op 19 en 20 augustus 1666, midden in de Tweede Engels-Nederlandse Oorlog, voerde de Engelse vloot een aanval uit op de rede van Vlieland en op West-Terschelling. Bij deze operatie, die als Holmes's Bonfire bekend staat, verloor de Nederlandse koopvaardij 150 tot 170 schepen. Opruimen van wrakstukken, om het Vlie en de rede weer bruikbaar te maken, moet enige weken gevergd hebben.

### Post
Voor kooplieden in de havensteden was een goede postverbinding met de kapiteins op de rede van groot belang. In 1668 werd een postiljondienst met postagentschappen ingesteld voor het traject Amsterdam - Oudeschild, waarmee de rede van texel bediend werd. Vanaf 1778 bracht een Texelse postwagen brieven voor de Rede van Vlieland naar Eierland, waar een vlet voor de oversteek zorgde en de post werd overgedragen aan het Posthuis van Vlieland. Een zogenaamde praaischipper vervoerde de brieven van het posthuis naar de schepen op de rede. Na 1778 kwam de gehele dienst bekend te staan als de "Vlie-post" en ze heeft bestaan tot 1927.

## Neergang
In de loop van de negentiende eeuw verloor de rede van Vlieland aan betekenis. Aanleg van waterwegen, zoals het Noordzeekanaal in 1876, verlegden vaarroutes vanuit de Zuiderzee. De komst van de stoomvaart betekende dat schepen niet meer op gunstige wind hoefden te wachten.